# Селище (Навлинский район)
Селище — деревня в Навлинском районе Брянской области России. Входит в состав Бяковского сельского поселения.

## География
Расположена у реки Навля. Западная часть деревни примыкает к восточной окраине рабочего посёлка и райцентра Навля. Населённые пункты разделяет федеральная автотрасса «Украина».

## История
Решением Брянского сельского облисполкома от 8 сентября 1964 года объединены деревни Селище и Старое Селище (ГАБО. Ф.Р-6. Оп.4. Д.601. Л.158-170).

## Население
| 2010 | 2013 |
| ---- | ---- |
| 269  | ↘246 |

## Инфраструктура
Развито личное подсобное хозяйство. Почтовое отделение, расположенное в селе Бяково, обслуживает в деревне Селище около 90 домовладений.

## Транспорт
Находится на пересечении автодороги 15 ОП РЗ 15К-1712 М-3 «Украина» — Клинское с федеральной трассой «Украина».
Остановки общественного транспорта.